# Gyda Westvold Hansen
Gyda Westvold Hansen (Trondheim, 20 de abril de 2002) es una deportista noruega que compite en esquí en la modalidad de combinada nórdica. Ganó seis medallas en el Campeonato Mundial de Esquí Nórdico entre los años 2021 y 2025.

## Palmarés internacional
| Campeonato Mundial | Campeonato Mundial    | Campeonato Mundial | Campeonato Mundial                    |
| Año                | Lugar                 | Medalla            | Prueba                                |
| ------------------ | --------------------- | ------------------ | ------------------------------------- |
| 2021               | Oberstdorf (Alemania) | Medalla de oro     | TN + 5 km individual                  |
| 2023               | Planica (Eslovenia)   | Medalla de oro     | TN + 5 km individual                  |
| 2023               | Planica (Eslovenia)   | Medalla de oro     | TN + 2 × 2,5 km/2 × 5 km equipo mixto |
| 2025               | Trondheim (Noruega)   | Medalla de oro     | TN + 5 km individual                  |
| 2025               | Trondheim (Noruega)   | Medalla de oro     | TN + 2 × 2,5 km/2 × 5 km equipo mixto |
| 2025               | Trondheim (Noruega)   | Medalla de plata   | TN + 5 km salida en grupo             |